# あやとり (テレビドラマ)
『あやとり』は、日本テレビ系の「金曜劇場」枠に放映された池内淳子主演のテレビドラマ。放映期間は1974年4月12日から同年10月4日。

## 概要
東京・湯島にある高級仕出し屋『九十九（つくも）』を主な舞台とし、池内淳子は40歳になるそこの女将・綾子役を演じた。本作は池内が日本テレビ専属女優となって第一作となる作品である。

## あらすじ
『九十九』は朝からいつも法事などの注文に追われててんてこ舞いの忙しさを見せていたが、料理から経理までの一切を切り盛りしているはずの女将の綾子が現場になかなか現れない。みんながヤキモキする中、綾子はやっと現れたが、突然「結婚するので辞めたい」と言い出し、店は大騒ぎになる。綾子はこの日にお見合いをしており、家に帰って母のくに子に「もうこの辺で手を打ちたい」と報告したが、居合わせていた叔父の源二に「変な妥協はするな」とたしなめられ、更にはその日まで実の母だと思っていたくに子にも「お前は私の産んだ子ではない」と打ち明けられるのだった…。

## スタッフ
- 脚本：布勢博一、若杉光夫
- 音楽：山下毅雄
- 演出：矢野義幸、伊藤祥二
- 主題歌「夢は流れて」小椋佳（作詞・伊藤海彦、作曲：山下毅雄　ポリドール）

## キャスト
- 綾子：池内淳子
- 浩一：長門裕之 - 大学で講師をしている。
- 良二（綾子の義弟）：火野正平 - 受験生で四浪中。
- 朝子：佐藤オリエ
- 登志子：小鹿ミキ
- 陽子（九十九の店員）：塩崎量子（新人）
- 板前・平吉：名古屋章
- 弁念：山谷初男
- 金子信雄
- 清次：森本レオ
- 野村：梅野泰靖 - 朝子の担当している番組の放送作家。
- 野村定子（野村の妻）：阪口美奈子
- 山口：佐々木功 - 清次の昔の友人
- 徹：綿引洪
- きよ子（徹の妹）：西川ひかる
- 晴子：原知佐子 - 浩一の別れた元妻
- たつ（浩一の母）：高橋とよ
- 健一郎（浩一の父）：笠智衆
- くに子：宝生あやこ
- 源二：宇野重吉
- セツ：山田五十鈴 - 金沢の大樋焼の主人。綾子の産みの母と言われている。

## サブタイトル
| 話数 | 放送日        | サブタイトル           | 演出     |
| ---- | ------------- | ---------------------- | -------- |
| 1    | 1974年4月12日 | 女の曲りかど           | 矢野義幸 |
| 2    | 1974年4月19日 | ある日突然に           | 矢野義幸 |
| 3    | 1974年4月26日 | さよなら永い春         | 矢野義幸 |
| 4    | 1974年5月3日  | 嫁ぐ日                 | 矢野義幸 |
| 5    | 1974年5月10日 | つくもの危機           | 伊藤祥二 |
| 6    | 1974年5月17日 | 亭主わんぱく           | 伊藤祥二 |
| 7    | 1974年5月24日 | 失せ物に幸あり         | 矢野義幸 |
| 8    | 1974年5月31日 | 開店はしたけれど       | 矢野義幸 |
| 9    | 1974年6月7日  | 嫁と姑・犬と猿         | 伊藤祥二 |
| 10   | 1974年6月14日 | お人好しだよ姉さんは   | 伊藤祥二 |
| 11   | 1974年6月21日 | 胸をたたいてみたものの | 伊藤祥二 |
| 12   | 1974年6月28日 | 朝子の家出             | 矢野義幸 |
| 13   | 1974年7月5日  | つらい立場             | 矢野義幸 |
| 14   | 1974年7月12日 | つかの間の喜び         | 矢野義幸 |
| 15   | 1974年7月19日 | 別れの日               | 伊藤祥二 |
| 16   | 1974年7月26日 | 綾子の不安             | 伊藤祥二 |
| 17   | 1974年8月2日  | 気になる知らせ         | 矢野義幸 |
| 18   | 1974年8月9日  | 金沢の女（ひと）       | 矢野義幸 |
| 19   | 1974年8月16日 | 母と呼ばないで         | 矢野義幸 |
| 20   | 1974年8月23日 | 能登から来た娘         | 伊藤祥二 |
| 21   | 1974年8月30日 | 人形の舞い             | 伊藤祥二 |
| 22   | 1974年9月6日  | 夫の秘密               | 矢野義幸 |
| 23   | 1974年9月13日 | 理由を聞かせて         | 矢野義幸 |
| 24   | 1974年9月20日 | 月あかりの抱擁         | 伊藤祥二 |
| 25   | 1974年9月27日 | あゝ夫婦               | 矢野義幸 |
| 26   | 1974年10月4日 | 父の誕生日             | 矢野義幸 |